# 卡 (法老)
卡（Qa'a）是古埃及第一王朝的最后一位法老。其位于阿拜多斯的陵墓十分庞大，面积达到了98.5×75.5英尺（或30×23米）。据曼涅托之记载，卡的统治期长达26年——如果卡即为其书中记载的比厄彻尼斯（Biechenes），而其位于阿拜多斯的庞大陵墓则支持了这一观点。20世纪年代中期，德国考古研究所的工作人员在卡的陵墓入口处发现了一枚刻有霍特普塞海姆威王名的印鉴——在1993年，德国考古研究所挖掘了卡的陵墓，并在其四周发现了26个陪葬陵墓——这一发现证明了曼涅托的观点：即卡即埋葬于此，而其继任者为霍特普塞海姆威——后者是古埃及第二王朝的创建者。
考古学家在位于萨卡拉的一位名为摩卡的贵族（他是卡当政时期的官员）的陵墓中发现了一块刻有许多头衔的石碑。在此石碑上，记载了古埃及历史上第二次可被确证的赛德节。赛德节的举办，加之其他诸多高质量的皇家石碑中发现的证据，说明卡的统治十分稳固，并且经历了相当长的一段时间。卡的名字的意思为“抬起手臂的人”。
此外，在第一王朝位于阿拜多斯乌姆·卡伯的墓葬地中，还发现了众多卡统治时期的年签。人们认为，卡的统治时期在公元前2916年前后。